# Vjačeslav Zudov
Vjačeslav Dmitrijevič Zudov (rusky Зудов, Вячеслав Дмитриевич; 8. ledna 1942 Bor, Gorkovská oblast, Ruská SFSR – 12. června 2024 Moskva, Rusko) byl sovětský letec a kosmonaut ruské národnosti.

## Život

### Mládí a výcvik
Jako kluk se pod dojmem letu první družice stal členem školního kroužku raketových modelářů a rozhodl se stát kosmonautem. Po čase se dostal na balašovské vojenské letecké učiliště, kde se dostal poprvé ke skoku na padáku a letu. Později létal nejen na stíhačkách, ale i dopravních letounech Il-12, Il-14, An-12. Dostal se do výcvikového střediska, Hvězdného městečka. V době letu Komarova na Sojuzu 1 pracoval v pozorovací stanici na Kamčatce. V roce 1968 udržoval společně s kosmonautem Dobrovolským spojení ve středisku letů s Beregovým kroužícím na oběžné dráze v Sojuzu 3. Nadějnou kariéru přerušilo těžké zranění, kdy byl zasažen výbojem elektrického proudu z neuzemněného kabelu. Prožil klinickou smrt a lékaři prohlásili, že jako kosmonaut skončil. Zudov se ale odmítl vzdát svého snu a po sérii vyšetření u lékařů po několika letech dostal povolení vrátit se ke kosmonautům.

### Let do vesmíru
Do vesmíru letěl na palubě Sojuzu 23 v roce 1976, po 11 letech výcviku, létání a čekání. Let se startem v Bajkonuru se jemu a partnerovi, kosmonautovi Rožděstvenskému nevydařil, automatický systém přiblížení k orbitální stanici Saljut 5 byl nefunkční a proto se po dohodě s řídícím střediskem předčasně vrátili na Zemi. Přistáli v mrazu na hladině jezera Tengiz 2 km od břehu. Padák kvůli technickým problémům nevystřelil, nasytil se vodou a potopil, čímž došlo k převrácení sestupového modelu a posádka se tak nemohla dostat ven. Záchranná operace v podmínkách vánice trvala několik hodin, za svou odvahu a hrdinství byl Zudov vyznamenán Zlatou hvězdnou hrdiny SSSR a Řádem Lenina. V historii sovětské / ruské kosmonautiky to bylo první a poslední přistání na vodní hladině.
- Sojuz 23 (14. říjen 1976 – 16. říjen 1976)

### Po letu
Z výcvikového střediska byl vyřazen už roku 1987, ale ve Hvězdném městečku zůstal. V roce 1990 byl zástupce náčelníka a politruk v Centru přípravy kosmonautů J.A.Gagarina v hodnosti plukovníka. V roce 1978 byl v Praze jako člen delegace a vystoupil i v Československé televizi, v té době nosil vyznamenání Zlatou hvězdu hrdiny Sovětského svazu.. Byl ženatý a měl dvě děti.
Zemřel 12. června 2024 ve věku 82 let, pohřben byl 14. června v Panteonu obránců vlasti v Mytiščích.